# Список наград и номинаций фильма «Бесславные ублюдки»
«Бесславные ублюдки» (англ. Inglourious Basterds) — фильм, снятый режиссёром Квентином Тарантино по собственному сценарию. Съёмки начались осенью 2008 года во Франции и Германии, премьера состоялась на Каннском кинофестивале в 2009 году. Действие картины, в которой снялись Брэд Питт, Майк Майерс, Элай Рот и Кристоф Вальц, происходит во Франции во время Второй мировой войны.

## Награды и номинации
| Дата церемонии  | Премия                                | Категория                                                                    | Лауреаты и номинанты                     | Результаты |
| --------------- | ------------------------------------- | ---------------------------------------------------------------------------- | ---------------------------------------- | ---------- |
| 13—24 мая 2009  | Каннский кинофестиваль                | Приз за лучшую мужскую роль                                                  | Кристоф Вальц                            | Победа     |
| 13—24 мая 2009  | Каннский кинофестиваль                | «Золотая пальмовая ветвь»                                                    | Квентин Тарантино                        | Номинация  |
| 7 декабря 2009  | Ассоциация кинокритиков Вашингтона    | «Лучшая мужская роль второго плана»                                          | Кристоф Вальц                            | Победа     |
| 7 декабря 2009  | Ассоциация кинокритиков Вашингтона    | «Лучший оригинальный сценарий»                                               | Квентин Тарантино                        | Победа     |
| 7 декабря 2009  | Ассоциация кинокритиков Вашингтона    | «Лучшая режиссёрская работа»                                                 | Квентин Тарантино                        | Номинация  |
| 7 декабря 2009  | Ассоциация кинокритиков Вашингтона    | «Лучший фильм»                                                               | Лоуренс Бендер                           | Номинация  |
| 13 декабря 2009 | Общество кинокритиков Бостона         | «Лучшая мужская роль второго плана»                                          | Кристоф Вальц                            | Победа     |
| 14 декабря 2009 | Ассоциация кинокритиков Лос-Анджелеса | «Лучшая мужская роль второго плана»                                          | Кристоф Вальц                            | Победа     |
| 14 декабря 2009 | Круг кинокритиков Нью-Йорка           | «Лучшая мужская роль второго плана»                                          | Кристоф Вальц                            | Победа     |
| 15 декабря 2009 | Ассоциация кинокритиков Остина        | «Лучшая мужская роль второго плана»                                          | Кристоф Вальц                            | Победа     |
| 15 декабря 2009 | Ассоциация кинокритиков Остина        | «Лучшая женская роль»                                                        | Мелани Лоран                             | Победа     |
| 15 декабря 2009 | Ассоциация кинокритиков Остина        | «Лучший оригинальный сценарий»                                               | Квентин Тарантино                        | Победа     |
| 15 декабря 2009 | Общество кинокритиков Сан-Диего       | «Лучший фильм»                                                               | Лоуренс Бендер                           | Победа     |
| 15 декабря 2009 | Общество кинокритиков Сан-Диего       | «Лучшая мужская роль второго плана»                                          | Кристоф Вальц                            | Победа     |
| 15 декабря 2009 | Общество кинокритиков Сан-Диего       | «Лучший актёрский состав»                                                    |                                          | Победа     |
| 15 декабря 2009 | Общество кинокритиков Сан-Диего       | «Лучшая режиссёрская работа»                                                 | Квентин Тарантино                        | Победа     |
| 15 декабря 2009 | Общество кинокритиков Сан-Диего       | «Лучшая работа художника-постановщика»                                       | Дэвид Вэско                              | Победа     |
| 15 декабря 2009 | Общество кинокритиков Сан-Диего       | «Лучший оригинальный сценарий»                                               | Квентин Тарантино                        | Победа     |
| 15 декабря 2009 | Общество кинокритиков Сан-Диего       | «Лучший монтаж»                                                              | Салли Менке                              | Номинация  |
| 15 декабря 2009 | Общество кинокритиков Сан-Диего       | «Лучшая операторская работа»                                                 | Роберт Ричардсон                         | Номинация  |
| 20 декабря 2009 | Премия «Спутник»                      | «Лучшая мужская роль второго плана»                                          | Кристоф Вальц                            | Победа     |
| 20 декабря 2009 | Премия «Спутник»                      | «Лучшая операторская работа»                                                 | Роберт Ричардсон                         | Номинация  |
| 21 декабря 2009 | Ассоциация кинокритиков Чикаго        | «Лучший фильм»                                                               | Лоуренс Бендер                           | Номинация  |
| 21 декабря 2009 | Ассоциация кинокритиков Чикаго        | «Лучшая режиссёрская работа»                                                 | Квентин Тарантино                        | Номинация  |
| 21 декабря 2009 | Ассоциация кинокритиков Чикаго        | «Лучший оригинальный сценарий»                                               | Квентин Тарантино                        | Номинация  |
| 21 декабря 2009 | Ассоциация кинокритиков Чикаго        | «Лучшая мужская роль второго плана»                                          | Кристоф Вальц                            | Победа     |
| 21 декабря 2009 | Ассоциация кинокритиков Чикаго        | «Лучшая операторская работа»                                                 | Роберт Ричардсон                         | Номинация  |
| 22 декабря 2009 | Общество кинокритиков Феникса         | «Лучший фильм»                                                               | Лоуренс Бендер                           | Победа     |
| 22 декабря 2009 | Общество кинокритиков Феникса         | «Лучшая режиссёрская работа»                                                 | Квентин Тарантино                        | Победа     |
| 22 декабря 2009 | Общество кинокритиков Феникса         | «Лучшая мужская роль второго плана»                                          | Кристоф Вальц                            | Победа     |
| 22 декабря 2009 | Общество кинокритиков Феникса         | «Лучший актёрский состав»                                                    |                                          | Победа     |
| 6 января 2010   | «Выбор народа»                        | «Любимый независимый фильм»                                                  |                                          | Победа     |
| 15 января 2010  | «Выбор критиков»                      | «Лучший оригинальный сценарий»                                               | Квентин Тарантино                        | Победа     |
| 15 января 2010  | «Выбор критиков»                      | «Лучшая мужская роль второго плана»                                          | Кристоф Вальц                            | Победа     |
| 15 января 2010  | «Выбор критиков»                      | «Лучший актёрский состав»                                                    |                                          | Победа     |
| 15 января 2010  | «Выбор критиков»                      | «Лучший фильм»                                                               | Лоуренс Бендер                           | Номинация  |
| 15 января 2010  | «Выбор критиков»                      | «Лучшая режиссёрская работа»                                                 | Квентин Тарантино                        | Номинация  |
| 15 января 2010  | «Выбор критиков»                      | «Лучший боевик»                                                              |                                          | Номинация  |
| 15 января 2010  | «Выбор критиков»                      | «Лучшая работа художника-постановщика»                                       | Дэвид Вэско                              | Номинация  |
| 15 января 2010  | «Выбор критиков»                      | «Лучшая операторская работа»                                                 | Роберт Ричардсон                         | Номинация  |
| 15 января 2010  | «Выбор критиков»                      | «Лучший дизайн костюмов»                                                     | Анна Б. Шеппард                          | Номинация  |
| 15 января 2010  | «Выбор критиков»                      | «Лучший монтаж»                                                              | Салли Менке                              | Номинация  |
| 17 января 2010  | «Золотой глобус»                      | «Лучшая мужская роль второго плана»                                          | Кристоф Вальц                            | Победа     |
| 17 января 2010  | «Золотой глобус»                      | «Лучшая режиссёрская работа»                                                 | Квентин Тарантино                        | Номинация  |
| 17 января 2010  | «Золотой глобус»                      | «Лучший драматический фильм»                                                 | Лоуренс Бендер                           | Номинация  |
| 17 января 2010  | «Золотой глобус»                      | «Лучший сценарий»                                                            | Квентин Тарантино                        | Номинация  |
| 23 января 2010  | Премия Гильдии киноактёров США        | «Лучшая мужская роль второго плана»                                          | Кристоф Вальц                            | Победа     |
| 23 января 2010  | Премия Гильдии киноактёров США        | «Лучший актёрский состав»                                                    |                                          | Победа     |
| 23 января 2010  | Премия Гильдии киноактёров США        | «Лучшая женская роль второго плана»                                          | Диана Крюгер                             | Номинация  |
| 24 января 2010  | Гильдия продюсеров США                | «Продюсер года»                                                              | Лоуренс Бендер                           | Номинация  |
| 30 января 2010  | Гильдия режиссёров США                | «Лучшая режиссёрская работа в кинофильме»                                    | Квентин Тарантино                        | Номинация  |
| 31 января 2010  | «Грэмми»                              | «Лучший компиляционный саундтрек для визуальных средств массовой информации» | Эннио Морриконе и другие композиторы     | Номинация  |
| 13 февраля 2010 | Гильдия художников США                | «Лучшая работа художника-постановщика в кинофильме»                          | Дэвид Вэско                              | Номинация  |
| 18 февраля 2010 | Лондонский кружок кинокритиков        | «Актёр года»                                                                 | Кристоф Вальц                            | Победа     |
| 20 февраля 2010 | Гильдия монтажёров США                | «Лучшие диалоги в кинофильме»                                                |                                          | Победа     |
| 20 февраля 2010 | Гильдия монтажёров США                | «Лучшие звуковые эффекты в кинофильме»                                       |                                          | Номинация  |
| 21 февраля 2010 | BAFTA                                 | «Лучшая мужская роль второго плана»                                          | Кристоф Вальц                            | Победа     |
| 21 февраля 2010 | BAFTA                                 | «Лучшая режиссёрская работа»                                                 | Квентин Тарантино                        | Номинация  |
| 21 февраля 2010 | BAFTA                                 | «Лучший оригинальный сценарий»                                               | Квентин Тарантино                        | Номинация  |
| 21 февраля 2010 | BAFTA                                 | «Лучшая операторская работа»                                                 | Роберт Ричардсон                         | Номинация  |
| 21 февраля 2010 | BAFTA                                 | «Лучший монтаж»                                                              | Салли Менке                              | Номинация  |
| 21 февраля 2010 | BAFTA                                 | «Лучшая работа художника-постановщика»                                       | Дэвид Вэско, Сэнди Рэйнольдс Вэско       | Номинация  |
| 27 февраля 2010 | Общество операторов США               | «Лучшая операторская работа в кинофильме»                                    | Роберт Ричардсон                         | Номинация  |
| 7 марта 2010    | «Оскар»                               | «Лучшая мужская роль второго плана»                                          | Кристоф Вальц                            | Победа     |
| 7 марта 2010    | «Оскар»                               | «Лучший фильм»                                                               | Лоуренс Бендер                           | Номинация  |
| 7 марта 2010    | «Оскар»                               | «Лучшая режиссёрская работа»                                                 | Квентин Тарантино                        | Номинация  |
| 7 марта 2010    | «Оскар»                               | «Лучший оригинальный сценарий»                                               | Квентин Тарантино                        | Номинация  |
| 7 марта 2010    | «Оскар»                               | «Лучшая операторская работа»                                                 | Роберт Ричардсон                         | Номинация  |
| 7 марта 2010    | «Оскар»                               | «Лучший монтаж»                                                              | Салли Менке                              | Номинация  |
| 7 марта 2010    | «Оскар»                               | «Лучший монтаж звука»                                                        | Уайли Стэйтмен                           | Номинация  |
| 7 марта 2010    | «Оскар»                               | «Лучший звук»                                                                | Майкл Минклер, Тони Ламберти, Марк Улано | Номинация  |
| 28 марта 2010   | «Империя»                             | «Лучший фильм»                                                               | Лоуренс Бендер                           | Номинация  |
| 28 марта 2010   | «Империя»                             | «Лучший триллер»                                                             |                                          | Номинация  |
| 28 марта 2010   | «Империя»                             | «Лучшая мужская роль»                                                        | Кристоф Вальц                            | Победа     |
| 28 марта 2010   | «Империя»                             | «Лучшая женская роль»                                                        | Мелани Лоран                             | Номинация  |
| 28 марта 2010   | «Империя»                             | «Лучший режиссёр»                                                            | Квентин Тарантино                        | Номинация  |
| 31 мая 2010     | Круг кинокритиков Австралии           | «Лучший фильм на иностранном языке»                                          | Лоуренс Бендер                           | Номинация  |
| 6 июня 2010     | MTV Movie Awards                      | «Лучший злодей»                                                              | Кристоф Вальц                            | Номинация  |
| 24 июня 2010    | «Сатурн»                              | «Лучший боевик/триллер»                                                      |                                          | Победа     |
| 24 июня 2010    | «Сатурн»                              | «Лучшая женская роль»                                                        | Мелани Лоран                             | Номинация  |
| 24 июня 2010    | «Сатурн»                              | «Лучшая мужская роль второго плана»                                          | Кристоф Вальц                            | Номинация  |
| 24 июня 2010    | «Сатурн»                              | «Лучшая женская роль второго плана»                                          | Диана Крюгер                             | Номинация  |
| 24 июня 2010    | «Сатурн»                              | «Лучшая режиссёрская работа»                                                 | Квентин Тарантино                        | Номинация  |
| 24 июня 2010    | «Сатурн»                              | «Лучший сценарий»                                                            | Квентин Тарантино                        | Номинация  |
| 24 июня 2010    | «Сатурн»                              | «Лучший дизайн костюмов»                                                     | Анна Б. Шеппард                          | Номинация  |